# Johny Placide
Johny Placide (Montfermeil, Francia, 29 de enero de 1988) es un futbolista franco-haitiano. Juega de portero en el S. C. Bastia de la Ligue 2. Es internacional con la selección de Haití de la que es capitán.

## Trayectoria

### Le Havre AC
Comenzó su carrera en el equipo juvenil del Le Havre AC en 2004, llegando de las inferiores del fútbol haitiano. Pasó al equipo principal en 2008 debutando el 26 de abril de 2009 en la Ligue 1.

### Stade de Reims
En 2013 fichó por el Stade de Reims después de tener buenas actuaciones en el Le Havre AC.

### Guingamp
En 2016 llegó al Guingamp de la Ligue 1 por un año, terminando en la décima posición de la tabla en la temporada 2016-17

### Oldman Athletic
Tras finalizar la temporada 2016-17, Placide llegó al Oldham Athletic Association Football Club de la English Football League One, tercera división del fútbol inglés.

### Tsarsko Sofia
Tras un año de inactividad y debido a su desempeño en la Copa de Oro de la Concacaf 2019, fichó por el Tsarko Sofia de la Primera Liga de Bulgaria.

## Selección nacional
Es internacional con la selección de fútbol de Haití desde 2011 y ha jugado 70 partidos internacionales. Con la selección olímpica disputó el Preolímpico de Concacaf en el 2008, en el que se le recuerda en el partido contra México atajando cada uno de los disparos de los futbolistas y atajando un penal, a pesar de haber perdido 5-1 puesto que México necesitaba de un gol más para pasar a la siguiente ronda.
Con la selección absoluta disputó la Copa Oro de la Concacaf en sus ediciones de 2015, llegando a cuartos de final, y de 2019, finalizando en tercer lugar. También disputó la Copa del Caribe en 2014, cosechando el tercer puesto, y algunos partidos de la clasificación de Concacaf para la Copa Mundial de Fútbol de 2018.

## Clubes
| Club                     | País       | Año       |
| ------------------------ | ---------- | --------- |
| Le Havre A. C.           | Francia    | 2004-2011 |
| Stade de Reims           | Francia    | 2013-2014 |
| E. A. Guingamp           | Francia    | 2016-2017 |
| Oldham Athletic A. F. C. | Inglaterra | 2017-2018 |
| F. C. Tsarsko Selo       | Bulgaria   | 2019-2021 |
| S. C. Bastia             | Francia    | 2021-     |